# Саут-Брейдентон
Саут-Брейдентон (англ. South Bradenton) — статистически обособленная местность, расположенная в округе Манати (штат Флорида, США) с населением в 21 587 человек по статистическим данным переписи 2000 года.

## География
По данным Бюро переписи населения США статистически обособленная местность Саут-Брейдентон имеет общую площадь в 11,91 квадратных километров, из которых 11,65 кв. километров занимает земля и 0,26 кв. километров — вода. Площадь водных ресурсов округа составляет 2,18 % от всей его площади.
Статистически обособленная местность Саут-Брейндентон расположена на высоте 6 м над уровнем моря.

## Демография
По данным переписи населения 2000 года в Саут-Брейдентоне проживало 21 587 человек, 5522 семьи, насчитывалось 10 681 домашнее хозяйство и 13 283 жилых дома. Средняя плотность населения составляла около 1812,51 человек на один квадратный километр. Расовый состав населённого пункта распределился следующим образом: 89,92 % белых, 4,62 % — чёрных или афроамериканцев, 0,32 % — коренных американцев, 1,31 % — азиатов, 0,10 % — выходцев с тихоокеанских островов, 1,58 % — представителей смешанных рас, 2,17 % — других народностей. Испаноговорящие составили 8,66 % от всех жителей статистически обособленной местности.
Из 10 681 домашних хозяйств в 18,1 % воспитывали детей в возрасте до 18 лет, 36,9 % представляли собой совместно проживающие супружеские пары, в 10,8 % семей женщины проживали без мужей, 48,3 % не имели семей. 40,4 % от общего числа семей на момент переписи жили самостоятельно, при этом 20,2 % составили одинокие пожилые люди в возрасте 65 лет и старше. Средний размер домашнего хозяйства составил 2 человека, а средний размер семьи — 2,64 человека.
Население статистически обособленной местности по возрастному диапазону по данным переписи 2000 года распределилось следующим образом: 17,5 % — жители младше 18 лет, 8,2 % — между 18 и 24 годами, 25,2 % — от 25 до 44 лет, 20,4 % — от 45 до 64 лет и 28,7 % — в возрасте 65 лет и старше. Средний возраст жителей составил 44 года. На каждые 100 женщин в Саут-Брейдентоне приходилось 87,7 мужчин, при этом на каждые сто женщин 18 лет и старше приходилось 84,9 мужчин также старше 18 лет.
Средний доход на одно домашнее хозяйство статистически обособленной местности составил 27 410 долларов США, а средний доход на одну семью — 32 444 доллара. При этом мужчины имели средний доход в 25 011 долларов США в год против 21 559 долларов среднегодового дохода у женщин. Доход на душу населения статистически обособленной местности составил 27 410 долларов в год. 9,5 % от всего числа семей в населённом пункте и 13,0 % от всей численности населения находилось на момент переписи населения за чертой бедности, при этом 18,2 % из них были моложе 18 лет и 5,9 % — в возрасте 65 лет и старше.